# 双斑筒穴甲
双斑筒穴甲（学名：Teredolaemus guttatus）是一种属于鞘翅目筒穴甲科筒穴甲属的昆虫。在中国广东地区和日本有分布。

## 形态
雄性双斑筒穴甲体长约3.2毫米，呈圆柱形，细长，两侧平行。头部与胸部为黑色，具有均匀的颜色，并呈现金属光泽，而足与触角为棕褐色。其鞘翅为黑色，末端具有大的红棕色斑。体表布满了稀疏的短刚毛和长鬃毛。
头部明显窄于前胸，复眼处最宽。表面覆盖着分布均匀的粗糙刻点，刻点处着生短刚毛。额唇基沟明显且直，唇基前缘呈圆钝状。触角呈11节，具有浓密的感觉刚毛。触角第3节约为第4节的两倍长，第9节强烈横向，末2节形成紧密相接的触角棒。上颚隐于唇基下方，短且粗壮，近三角形。
前胸背板近方形。背面稍拱，具有中度密集的粗糙刻点，刻点中心着生直立短刚毛。前胸腹板明显向腹侧隆起，在前足基节窝之前长于基节窝纵宽，表面具刻点，刻点处着生短刚毛。前胸背腹缝完整。前足基节窝近圆形，极其狭窄地分开。小盾片近圆形，具有稀疏粗糙的刻点，侧脊完整。
鞘翅背面各具10列刻点，刻点中心着生白色直立短刚毛。鞘翅缘褶延伸至端部，从基部向端部逐渐变窄。中胸腹板和中胸前侧板表面具粗糙刻点。腹部具有5节可自由活动的可见腹板，表面覆盖均匀刻点，刻点中央具短刚毛。第1可见腹板最长，基节间间突狭窄，前缘圆钝。